# Stoddard megye
Stoddard megye az Amerikai Egyesült Államokban, azon belül Missouri államban található. Megyeszékhelye Bloomfield, legnagyobb városa Dexter. Lakosainak száma 28 672 fő (2020. április 1.). Stoddard megye Bollinger, Cape Girardeau, Scott, New Madrid, Dunklin, Butler és Wayne megyékkel határos.

## Népesség
A megye népességének változása:
| Lakosok száma | 30 012 | 29 837 | 29 851 | 29 780 | 29 862 | 28 672 |
|               | 2010   | 2011   | 2012   | 2013   | 2015   | 2020   |